# Fandom de Doctor Who

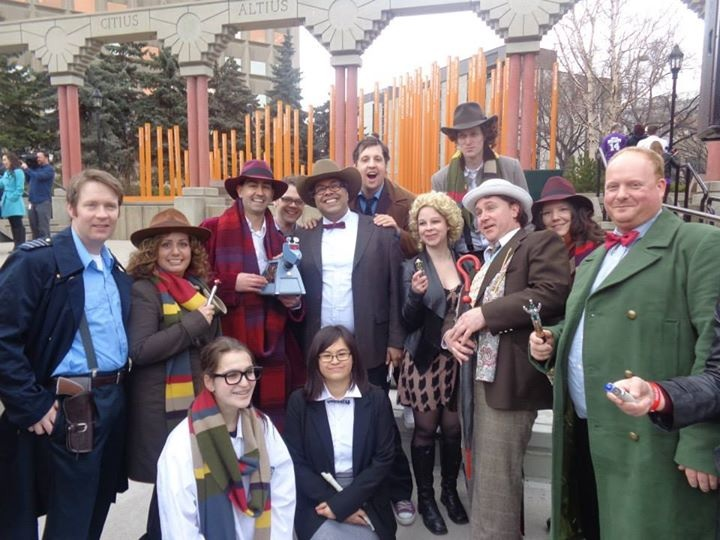
Na foto, várias pessoas fazendo cosplay das várias encarnações do Doutor.

A série de ficção científica britânica Doctor Who desenvolveu uma base de fãs muito grande, leal e devotada ao longo dos anos.
Os fãs de Doctor Who às vezes são chamados de Whovians, ou simplesmente de Fandom de Doctor Who.  O uso de "Whovian" foi restrito aos fãs nos Estados Unidos durante os anos 1980, quando o Doctor Who Fan Club of America (pronunciado por membros como DWIFCA - agora extinto) publicou o Whovian Times como seu boletim informativo. Um uso inicial de "Whovian", fora do Whovian Times, aconteceu na edição número 19 da Flaming Carrot Comics.
Personalidades como a rainha Elizabeth II, Stephen Hawking, Matt Groening e George Lucas já se declararam Whovians.

## Produções de Whovians
Como outros fandoms, os Whovians também fazem suas próprias produções baseadas no show, sendo a mais notável, Devious, uma história que ocorre entre os arcos The War Games (1969) e Spearhead From Space (1970) em 1996, que contou com a participação de Jon Pertwee, o Terceiro Doutor. Essa foi a última aparição dele em qualquer produção ligada com o show. Essa produção ficou tão conhecida, que foi incluída no lançamento do DVD de The War Games.